# Primera División 2010-2011 (Spagna)
La Primera División 2010-2011 che, per ragioni di sponsorizzazione prese il nome di Liga BBVA 2010-2011, è stata l'80ª edizione della massima serie del campionato spagnolo di calcio, disputato tra il 28 agosto 2010 e il 21 maggio 2011 e concluso con la vittoria del Barcellona, al suo ventunesimo titolo, il terzo consecutivo.
Capocannoniere del torneo è stato Cristiano Ronaldo (Real Madrid) con 40 reti.

## Stagione

### Novità
Le 3 squadre retrocesse, Real Valladolid, Tenerife e Xerez (in ordine di classifica, la 18ª, la 19ª e la 20ª) sono state rimpiazzate da Real Sociedad Hércules e Levante rispettivamente 1ª, 2ª e 3ª nella serie cadetta.

### Avvenimenti
Vincendo la partita della 22ª giornata, il Barcellona ha stabilito il record di maggior vittorie consecutive, 16, migliorando quello del Real Madrid nella stagione 1960-1961 che si fermò a 15 vittorie di fila.

### Formula
Le prime quattro squadre saranno qualificate in UEFA Champions League 2011-2012, la 5ª, la 6ª avranno accesso in UEFA Europa League 2011-2012. Accesso in UEFA Europa League anche per la vincitrice della Coppa del Re 2010-2011. Qualora essa sia già stata qualificata per merito o per classifica nelle coppe europee, sarà la finalista della Coppa del Re ad accedere in UEFA Europa League. Qualora anch'essa sia già stata qualificata, accederà all'UEFA Europa League 2011-2012 la 7ª in classifica. Le ultime 3 squadre retrocederanno direttamente alla Segunda División 2011-2012.

## Squadre partecipanti
| Club                | Stagione | Città            | Stadio                              | Stagione precedente                    |
| ------------------- | -------- | ---------------- | ----------------------------------- | -------------------------------------- |
| Almería             | dettagli | Almería          | Estadio de los Juegos Mediterráneos | 13º posto in Primera División          |
| Athletic Bilbao     | dettagli | Bilbao           | Stadio San Mamés                    | 8º posto in Primera División           |
| Atlético Madrid     | dettagli | Madrid           | Stadio Vicente Calderón             | 9º posto in Primera División           |
| Barcellona          | dettagli | Barcellona       | Camp Nou                            | 1º posto in Primera División           |
| Deportivo La Coruña | dettagli | La Coruña        | Stadio Riazor                       | 10º posto in Primera División          |
| Espanyol            | dettagli | Barcellona       | Estadi Cornellà-El Prat             | 11º posto in Primera División          |
| Getafe              | dettagli | Getafe           | Coliseum Alfonso Pérez              | 6º posto in Primera División           |
| Hércules            | dettagli | Alicante         | Stadio José Rico Pérez              | 2º posto in Segunda División, promosso |
| Levante             | dettagli | Valencia         | Estadio Ciutat de València          | 3º posto in Segunda División, promosso |
| Maiorca             | dettagli | Palma di Maiorca | Son Moix                            | 5º posto in Primera División           |
| Malaga              | dettagli | Malaga           | La Rosaleda                         | 17º posto in Primera División          |
| Osasuna             | dettagli | Pamplona         | Stadio Reyno de Navarra             | 12º posto in Primera División          |
| Racing Santander    | dettagli | Santander        | Stadio El Sardinero                 | 16º posto in Primera División          |
| Real Madrid         | dettagli | Madrid           | Stadio Santiago Bernabéu            | 2º posto in Primera División           |
| Real Saragozza      | dettagli | Saragozza        | La Romareda                         | 14º posto in Primera División          |
| Real Sociedad       | dettagli | San Sebastián    | Stadio Anoeta                       | 1º posto in Segunda División, promosso |
| Siviglia            | dettagli | Siviglia         | Stadio Ramón Sánchez Pizjuán        | 4º posto in Primera División           |
| Sporting Gijón      | dettagli | Gijón            | El Molinón                          | 15º posto in Primera División          |
| Valencia            | dettagli | Valencia         | Stadio Mestalla                     | 3º posto in Primera División           |
| Villarreal          | dettagli | Vila-real        | El Madrigal                         | 7º posto in Primera División           |

## Allenatori e primatisti
| Squadra             | Allenatore                                                | Calciatore più presente | Cannoniere                                      |
| ------------------- | --------------------------------------------------------- | ----------------------- | ----------------------------------------------- |
| Almería             | Juan Manuel Lillo                                         |                         | Pablo Piatti (8)                                |
| Athletic Bilbao     | Joaquín Caparrós                                          |                         | Fernando Llorente (18)                          |
| Atlético Madrid     | Quique Sánchez                                            |                         | Sergio Agüero (20)                              |
| Barcellona          | Josep Guardiola                                           |                         | Lionel Messi (31)                               |
| Deportivo La Coruña | Miguel Ángel Lotina                                       |                         | Adrián López Álvarez (8)                        |
| Espanyol            | Mauricio Pochettino                                       |                         | Daniel Osvaldo (13)                             |
| Getafe              | Míchel                                                    |                         | Manu del Moral (9)                              |
| Hércules            | Esteban Vigo                                              |                         | David Trezeguet (12)                            |
| Levante             | Luis García Plaza                                         |                         | Felipe Caicedo (13)                             |
| Málaga              | Manuel Pellegrini                                         |                         | Salomón Rondón (14)                             |
| Maiorca             | Michael Laudrup                                           |                         | Pierre Webó (11)                                |
| Osasuna             | José Antonio Camacho                                      |                         | Kike Sola (7)                                   |
| Racing Santander    | Miguel Ángel Portugal                                     |                         | Markus Rosenberg (9)                            |
| Real Madrid         | José Mourinho                                             |                         | Cristiano Ronaldo (40)                          |
| Real Saragozza      | José Aurelio Gay                                          |                         | Gabi (10)                                       |
| Real Sociedad       | Martín Lasarte                                            |                         | Antoine Griezmann, Xabi Prieto, Raúl Tamudo (7) |
| Siviglia            | Antonio Álvarez Giráldez(1ª-5ª) Gregorio Manzano (6ª-38ª) |                         | Álvaro Negredo (20)                             |
| Sporting Gijón      | Manolo Preciado                                           |                         | Diego Castro (9)                                |
| Valencia            | Unai Emery                                                |                         | Roberto Soldado (18)                            |
| Villarreal          | Juan Carlos Garrido Fernández                             |                         | Giuseppe Rossi (18)                             |

## Classifica finale
|       | Pos. | Squadra             | Pt | G  | V  | N  | P  | GF  | GS | DR  |
| ----- | ---- | ------------------- | -- | -- | -- | -- | -- | --- | -- | --- |
|       | 1.   | Barcellona          | 96 | 38 | 30 | 6  | 2  | 95  | 21 | +74 |
|       | 2.   | Real Madrid         | 92 | 38 | 29 | 5  | 4  | 102 | 33 | +69 |
|       | 3.   | Valencia            | 71 | 38 | 21 | 8  | 9  | 64  | 44 | +20 |
|       | 4.   | Villarreal          | 62 | 38 | 18 | 8  | 12 | 54  | 44 | +10 |
|       | 5.   | Siviglia            | 58 | 38 | 17 | 7  | 14 | 62  | 61 | +1  |
|       | 6.   | Athletic Bilbao     | 58 | 38 | 18 | 4  | 16 | 59  | 55 | +4  |
| [ 3 ] | 7.   | Atlético Madrid     | 58 | 38 | 17 | 7  | 14 | 62  | 53 | +9  |
|       | 8.   | Espanyol            | 49 | 38 | 15 | 4  | 19 | 46  | 55 | -9  |
|       | 9.   | Osasuna             | 47 | 38 | 13 | 8  | 17 | 45  | 46 | -1  |
|       | 10.  | Sporting Gijón      | 47 | 38 | 11 | 14 | 13 | 35  | 42 | -7  |
|       | 11.  | Malaga              | 46 | 38 | 13 | 7  | 18 | 54  | 68 | -14 |
|       | 12.  | Racing Santander    | 46 | 38 | 12 | 10 | 16 | 41  | 56 | -15 |
|       | 13.  | Real Saragozza      | 45 | 38 | 12 | 9  | 17 | 40  | 53 | -13 |
|       | 14.  | Levante             | 45 | 38 | 12 | 9  | 17 | 41  | 52 | -11 |
|       | 15.  | Real Sociedad       | 45 | 38 | 14 | 3  | 21 | 49  | 66 | -17 |
|       | 16.  | Getafe              | 44 | 38 | 12 | 8  | 18 | 49  | 60 | -11 |
|       | 17.  | Maiorca             | 44 | 38 | 12 | 8  | 18 | 41  | 56 | -15 |
|       | 18.  | Deportivo La Coruña | 43 | 38 | 10 | 13 | 15 | 31  | 47 | -16 |
|       | 19.  | Hércules            | 35 | 38 | 9  | 8  | 21 | 36  | 60 | -24 |
|       | 20.  | Almería             | 30 | 38 | 6  | 12 | 20 | 36  | 70 | -34 |

Legenda:
      Campione di Spagna e qualificata alla prima fase a gironi della UEFA Champions League 2011-2012.
      Qualificata alla fase a gironi della UEFA Champions League 2011-2012.
      Qualificate al terzo turno di qualificazione della UEFA Champions League 2011-2012.
      Qualificate ai play-off di UEFA Europa League 2011-2012.
      Qualificata al terzo turno di qualificazione della UEFA Europa League 2011-2012.
      Retrocesse in Segunda División 2011-2012.
Regolamento:
Tre punti a vittoria, uno a pareggio, zero a sconfitta.
In caso di arrivo di due o più squadre a pari punti, la graduatoria verrà stilata secondo la classifica avulsa tra le squadre interessate che prevede, in ordine, i seguenti criteri:
- Punti negli scontri diretti.
- Differenza reti negli scontri diretti.
- Regola dei gol fuori casa negli scontri diretti.
- Differenza reti generale.
- Reti realizzate in generale.
- Posizione nella classifica fair-play.

### Squadra campione
| Formazione tipo (4-3-3) | Giocatori (presenze)        |
| --- | --------------------------- |
| Valdés Dani Alves Mascherano Piqué Abidal Iniesta Busquets Xavi Pedro Messi Villa | Víctor Valdés (32)          |
| Valdés Dani Alves Mascherano Piqué Abidal Iniesta Busquets Xavi Pedro Messi Villa | Dani Alves (35)             |
| Valdés Dani Alves Mascherano Piqué Abidal Iniesta Busquets Xavi Pedro Messi Villa | Javier Mascherano (27)      |
| Valdés Dani Alves Mascherano Piqué Abidal Iniesta Busquets Xavi Pedro Messi Villa | Gerard Piqué (31)           |
| Valdés Dani Alves Mascherano Piqué Abidal Iniesta Busquets Xavi Pedro Messi Villa | Éric Abidal (26)            |
| Valdés Dani Alves Mascherano Piqué Abidal Iniesta Busquets Xavi Pedro Messi Villa | Andrés Iniesta (34)         |
| Valdés Dani Alves Mascherano Piqué Abidal Iniesta Busquets Xavi Pedro Messi Villa | Sergio Busquets (28)        |
| Valdés Dani Alves Mascherano Piqué Abidal Iniesta Busquets Xavi Pedro Messi Villa | Xavi (31)                   |
| Valdés Dani Alves Mascherano Piqué Abidal Iniesta Busquets Xavi Pedro Messi Villa | Pedro (33)                  |
| Valdés Dani Alves Mascherano Piqué Abidal Iniesta Busquets Xavi Pedro Messi Villa | Lionel Messi (33)           |
| Valdés Dani Alves Mascherano Piqué Abidal Iniesta Busquets Xavi Pedro Messi Villa | David Villa (34)            |
| Valdés Dani Alves Mascherano Piqué Abidal Iniesta Busquets Xavi Pedro Messi Villa | Allenatore: Josep Guardiola |
| Altri giocatori: Seydou Keita (35), Bojan Krkić (27), Maxwell (25), Carles Puyol (17), Ibrahim Afellay (16), Adriano (15), Thiago (12), Gabriel Milito (10), Jeffrén (8), José Manuel Pinto (6), Andreu Fontàs (6), Jonathan dos Santos (2), Marc Bartra (2), Martín Montoya (2), Nolito (2), Sergi Roberto (1), Oriol Romeu (1). |                             |

## Risultati

### Calendario
| andata (1ª) | andata (1ª) | 1ª giornata                        | ritorno (20ª) | ritorno (20ª) |
|             |             |                                    |               |               |
| 29 ago.     | 0-1         | Hércules-Athletic Bilbao           | 0-3           | 23 gen.       |
| 29 ago.     | 1-3         | Malaga-Valencia                    | 3-4           | 23 gen.       |
| 29 ago.     | 1-4         | Levante-Siviglia                   | 1-4           | 23 gen.       |
| 29 ago.     | 0-0         | Deportivo La Coruña-Real Saragozza | 0-1           | 23 gen.       |
| 29 ago.     | 3-1         | Espanyol-Getafe                    | 3-1           | 23 gen.       |
| 29 ago.     | 1-0         | Real Sociedad-Villarreal           | 1-2           | 23 gen.       |
| 29 ago.     | 0-0         | Osasuna-Almería                    | 2-3           | 23 gen.       |
| 29 ago.     | 0-3         | Racing Santander-Barcellona        | 0-3           | 23 gen.       |
| 29 ago.     | 0-0         | Maiorca-Real Madrid                | 0-1           | 23 gen.       |
| 29 ago.     | 4-0         | Atlético Madrid-Sporting Gijón     | 0-1           | 23 gen.       |

| andata (2ª) | andata (2ª) | 2ª giornata                     | ritorno (21ª) | ritorno (21ª) |
|             |             |                                 |               |               |
| 12 set.     | 0-2         | Barcellona-Hércules             | 3-0           | 30 gen.       |
| 12 set.     | 1-0         | Valencia-Racing Santander       | 1-1           | 30 gen.       |
| 12 set.     | 1-0         | Real Madrid-Osasuna             | 0-1           | 30 gen.       |
| 12 set.     | 1-2         | Athletic Bilbao-Atlético Madrid | 2-0           | 30 gen.       |
| 12 set.     | 2-0         | Sporting Gijón-Maiorca          | 4-0           | 30 gen.       |
| 12 set.     | 3-5         | Real Saragozza-Malaga           | 2-1           | 30 gen.       |
| 12 set.     | 4-1         | Getafe-Levante                  | 0-2           | 30 gen.       |
| 12 set.     | 4-0         | Villarreal-Espanyol             | 1-0           | 30 gen.       |
| 12 set.     | 0-0         | Siviglia-Deportivo La Coruña    | 3-3           | 30 gen.       |
| 12 set.     | 2-2         | Almería-Real Sociedad           | 0-2           | 30 gen.       |

| andata (1ª) | andata (1ª) | 1ª giornata                        | ritorno (20ª) | ritorno (20ª) |
|             |             |                                    |               |               |
| 29 ago.     | 0-1         | Hércules-Athletic Bilbao           | 0-3           | 23 gen.       |
| 29 ago.     | 1-3         | Malaga-Valencia                    | 3-4           | 23 gen.       |
| 29 ago.     | 1-4         | Levante-Siviglia                   | 1-4           | 23 gen.       |
| 29 ago.     | 0-0         | Deportivo La Coruña-Real Saragozza | 0-1           | 23 gen.       |
| 29 ago.     | 3-1         | Espanyol-Getafe                    | 3-1           | 23 gen.       |
| 29 ago.     | 1-0         | Real Sociedad-Villarreal           | 1-2           | 23 gen.       |
| 29 ago.     | 0-0         | Osasuna-Almería                    | 2-3           | 23 gen.       |
| 29 ago.     | 0-3         | Racing Santander-Barcellona        | 0-3           | 23 gen.       |
| 29 ago.     | 0-0         | Maiorca-Real Madrid                | 0-1           | 23 gen.       |
| 29 ago.     | 4-0         | Atlético Madrid-Sporting Gijón     | 0-1           | 23 gen.       |

| andata (2ª) | andata (2ª) | 2ª giornata                     | ritorno (21ª) | ritorno (21ª) |
|             |             |                                 |               |               |
| 12 set.     | 0-2         | Barcellona-Hércules             | 3-0           | 30 gen.       |
| 12 set.     | 1-0         | Valencia-Racing Santander       | 1-1           | 30 gen.       |
| 12 set.     | 1-0         | Real Madrid-Osasuna             | 0-1           | 30 gen.       |
| 12 set.     | 1-2         | Athletic Bilbao-Atlético Madrid | 2-0           | 30 gen.       |
| 12 set.     | 2-0         | Sporting Gijón-Maiorca          | 4-0           | 30 gen.       |
| 12 set.     | 3-5         | Real Saragozza-Malaga           | 2-1           | 30 gen.       |
| 12 set.     | 4-1         | Getafe-Levante                  | 0-2           | 30 gen.       |
| 12 set.     | 4-0         | Villarreal-Espanyol             | 1-0           | 30 gen.       |
| 12 set.     | 0-0         | Siviglia-Deportivo La Coruña    | 3-3           | 30 gen.       |
| 12 set.     | 2-2         | Almería-Real Sociedad           | 0-2           | 30 gen.       |

| andata (3ª) | andata (3ª) | 3ª giornata                     | ritorno (22ª) | ritorno (22ª) |
|             |             |                                 |               |               |
| 19 set.     | 1-0         | Espanyol-Almería                | 2-3           | 6 feb.        |
| 19 set.     | 2-0         | Maiorca-Osasuna                 | 1-1           | 6 feb.        |
| 19 set.     | 2-2         | Sporting Gijón-Athletic Bilbao  | 0-3           | 6 feb.        |
| 19 set.     | 1-2         | Real Sociedad-Real Madrid       | 1-4           | 6 feb.        |
| 19 set.     | 1-2         | Hércules-Valencia               | 0-2           | 6 feb.        |
| 19 set.     | 2-0         | Racing Santander-Real Saragozza | 1-1           | 6 feb.        |
| 19 set.     | 1-2         | Levante-Villarreal              | 1-0           | 6 feb.        |
| 19 set.     | 1-2         | Atlético Madrid-Barcellona      | 0-3           | 6 feb.        |
| 19 set.     | 1-2         | Malaga-Siviglia                 | 0-0           | 6 feb.        |
| 19 set.     | 2-2         | Deportivo La Coruña-Getafe      | 1-4           | 6 feb.        |

| andata (4ª) | andata (4ª) | 4ª giornata                    | ritorno (23ª) | ritorno (23ª) |
|             |             |                                |               |               |
| 22 set.     | 3-0         | Athletic Bilbao-Maiorca        | 0-1           | 13 feb.       |
| 22 set.     | 3-1         | Osasuna-Real Sociedad          | 0-1           | 13 feb.       |
| 22 set.     | 3-0         | Real Madrid-Espanyol           | 1-0           | 13 feb.       |
| 22 set.     | 1-0         | Barcellona-Sporting Gijón      | 1-1           | 13 feb.       |
| 22 set.     | 0-0         | Real Saragozza-Hércules        | 1-2           | 13 feb.       |
| 22 set.     | 0-1         | Almería-Levante                | 0-1           | 13 feb.       |
| 22 set.     | 1-1         | Valencia-Atlético Madrid       | 2-1           | 13 feb.       |
| 22 set.     | 0-2         | Getafe-Malaga                  | 2-2           | 13 feb.       |
| 22 set.     | 1-0         | Villarreal-Deportivo La Coruña | 0-1           | 13 feb.       |
| 22 set.     | 1-1         | Siviglia-Racing Santander      | 2-3           | 13 feb.       |

| andata (3ª) | andata (3ª) | 3ª giornata                     | ritorno (22ª) | ritorno (22ª) |
|             |             |                                 |               |               |
| 19 set.     | 1-0         | Espanyol-Almería                | 2-3           | 6 feb.        |
| 19 set.     | 2-0         | Maiorca-Osasuna                 | 1-1           | 6 feb.        |
| 19 set.     | 2-2         | Sporting Gijón-Athletic Bilbao  | 0-3           | 6 feb.        |
| 19 set.     | 1-2         | Real Sociedad-Real Madrid       | 1-4           | 6 feb.        |
| 19 set.     | 1-2         | Hércules-Valencia               | 0-2           | 6 feb.        |
| 19 set.     | 2-0         | Racing Santander-Real Saragozza | 1-1           | 6 feb.        |
| 19 set.     | 1-2         | Levante-Villarreal              | 1-0           | 6 feb.        |
| 19 set.     | 1-2         | Atlético Madrid-Barcellona      | 0-3           | 6 feb.        |
| 19 set.     | 1-2         | Malaga-Siviglia                 | 0-0           | 6 feb.        |
| 19 set.     | 2-2         | Deportivo La Coruña-Getafe      | 1-4           | 6 feb.        |

| andata (4ª) | andata (4ª) | 4ª giornata                    | ritorno (23ª) | ritorno (23ª) |
|             |             |                                |               |               |
| 22 set.     | 3-0         | Athletic Bilbao-Maiorca        | 0-1           | 13 feb.       |
| 22 set.     | 3-1         | Osasuna-Real Sociedad          | 0-1           | 13 feb.       |
| 22 set.     | 3-0         | Real Madrid-Espanyol           | 1-0           | 13 feb.       |
| 22 set.     | 1-0         | Barcellona-Sporting Gijón      | 1-1           | 13 feb.       |
| 22 set.     | 0-0         | Real Saragozza-Hércules        | 1-2           | 13 feb.       |
| 22 set.     | 0-1         | Almería-Levante                | 0-1           | 13 feb.       |
| 22 set.     | 1-1         | Valencia-Atlético Madrid       | 2-1           | 13 feb.       |
| 22 set.     | 0-2         | Getafe-Malaga                  | 2-2           | 13 feb.       |
| 22 set.     | 1-0         | Villarreal-Deportivo La Coruña | 0-1           | 13 feb.       |
| 22 set.     | 1-1         | Siviglia-Racing Santander      | 2-3           | 13 feb.       |

| andata (5ª) | andata (5ª) | 5ª giornata                 | ritorno 24(ª) | ritorno 24(ª) |
|             |             |                             |               |               |
| 26 set.     | 0-2         | Sporting Gijón-Valencia     | 0-0           | 20 feb.       |
| 26 set.     | 0-0         | Levante-Real Madrid         | 0-2           | 20 feb.       |
| 26 set.     | 1-3         | Athletic Bilbao-Barcellona  | 1-2           | 20 feb.       |
| 26 set.     | 0-1         | Racing Santander-Getafe     | 1-0           | 20 feb.       |
| 26 set.     | 0-2         | Deportivo La Coruña-Almería | 1-1           | 20 feb.       |
| 26 set.     | 1-0         | Espanyol-Osasuna            | 0-4           | 20 feb.       |
| 26 set.     | 2-0         | Maiorca-Real Sociedad       | 0-1           | 20 feb.       |
| 26 set.     | 2-0         | Hércules-Siviglia           | 0-1           | 20 feb.       |
| 26 set.     | 1-0         | Atl Madrid-Real Saragozza   | 1-0           | 20 feb.       |
| 26 set.     | 2-3         | Malaga-Villarreal           | 1-1           | 20 feb.       |

| andata (6ª) | andata (6ª) | 6ª giornata                     | ritorno (25ª) | ritorno (25ª) |
|             |             |                                 |               |               |
| 3 ott.      | 2-2         | Real Saragozza-Sporting Gijón   | 0-0           | 27 feb.       |
| 3 ott.      | 1-0         | Real Sociedad-Espanyol          | 1-4           | 27 feb.       |
| 3 ott.      | 2-1         | Valencia-Athletic Bilbao        | 2-1           | 27 feb.       |
| 3 ott.      | 3-1         | Siviglia-Atlético Madrid        | 2-2           | 27 feb.       |
| 3 ott.      | 3-0         | Getafe-Hércules                 | 0-0           | 27 feb.       |
| 3 ott.      | 2-0         | Villarreal-Racing Santander     | 2-2           | 27 feb.       |
| 3 ott.      | 1-1         | Almería-Malaga                  | 1-3           | 27 feb.       |
| 3 ott.      | 1-1         | Osasuna-Levante                 | 1-2           | 27 feb.       |
| 3 ott.      | 1-1         | Barcellona-Maiorca              | 3-0           | 27 feb.       |
| 3 ott.      | 6-1         | Real Madrid-Deportivo La Coruña | 0-0           | 27 feb.       |

| andata (5ª) | andata (5ª) | 5ª giornata                 | ritorno 24(ª) | ritorno 24(ª) |
|             |             |                             |               |               |
| 26 set.     | 0-2         | Sporting Gijón-Valencia     | 0-0           | 20 feb.       |
| 26 set.     | 0-0         | Levante-Real Madrid         | 0-2           | 20 feb.       |
| 26 set.     | 1-3         | Athletic Bilbao-Barcellona  | 1-2           | 20 feb.       |
| 26 set.     | 0-1         | Racing Santander-Getafe     | 1-0           | 20 feb.       |
| 26 set.     | 0-2         | Deportivo La Coruña-Almería | 1-1           | 20 feb.       |
| 26 set.     | 1-0         | Espanyol-Osasuna            | 0-4           | 20 feb.       |
| 26 set.     | 2-0         | Maiorca-Real Sociedad       | 0-1           | 20 feb.       |
| 26 set.     | 2-0         | Hércules-Siviglia           | 0-1           | 20 feb.       |
| 26 set.     | 1-0         | Atl Madrid-Real Saragozza   | 1-0           | 20 feb.       |
| 26 set.     | 2-3         | Malaga-Villarreal           | 1-1           | 20 feb.       |

| andata (6ª) | andata (6ª) | 6ª giornata                     | ritorno (25ª) | ritorno (25ª) |
|             |             |                                 |               |               |
| 3 ott.      | 2-2         | Real Saragozza-Sporting Gijón   | 0-0           | 27 feb.       |
| 3 ott.      | 1-0         | Real Sociedad-Espanyol          | 1-4           | 27 feb.       |
| 3 ott.      | 2-1         | Valencia-Athletic Bilbao        | 2-1           | 27 feb.       |
| 3 ott.      | 3-1         | Siviglia-Atlético Madrid        | 2-2           | 27 feb.       |
| 3 ott.      | 3-0         | Getafe-Hércules                 | 0-0           | 27 feb.       |
| 3 ott.      | 2-0         | Villarreal-Racing Santander     | 2-2           | 27 feb.       |
| 3 ott.      | 1-1         | Almería-Malaga                  | 1-3           | 27 feb.       |
| 3 ott.      | 1-1         | Osasuna-Levante                 | 1-2           | 27 feb.       |
| 3 ott.      | 1-1         | Barcellona-Maiorca              | 3-0           | 27 feb.       |
| 3 ott.      | 6-1         | Real Madrid-Deportivo La Coruña | 0-0           | 27 feb.       |

| andata (7ª) | andata (7ª) | 7ª giornata                    | ritorno (26ª) | ritorno (26ª) |
|             |             |                                |               |               |
| 17 ott.     | 2-0         | Atlético Madrid-Getafe         | 1-1           | 2 mar.        |
| 17 ott.     | 2-1         | Barcellona-Valencia            | 1-0           | 2 mar.        |
| 17 ott.     | 1-4         | Malaga-Real Madrid             | 0-7           | 2 mar.        |
| 17 ott.     | 1-0         | Racing Santander-Almería       | 1-1           | 2 mar.        |
| 17 ott.     | 0-0         | Deportivo La Coruña-Osasuna    | 0-0           | 2 mar.        |
| 17 ott.     | 2-1         | Levante-Real Sociedad          | 1-1           | 2 mar.        |
| 17 ott.     | 0-1         | Maiorca-Espanyol               | 2-1           | 2 mar.        |
| 17 ott.     | 2-1         | Athletic Bilbao-Real Saragozza | 1-2           | 2 mar.        |
| 17 ott.     | 2-0         | Sporting Gijón-Siviglia        | 0-3           | 2 mar.        |
| 17 ott.     | 2-2         | Hércules-Villarreal            | 0-1           | 2 mar.        |

| andata (8ª) | andata (8ª) | 8ª giornata                       | ritorno (27ª) | ritorno (27ª) |
|             |             |                                   |               |               |
| 24 ott      | 0-2         | Real Saragozza-Barcellona         | 0-1           | 6 mar.        |
| 24 ott      | 6-1         | Real Madrid-Racing Santander      | 3-1           | 6 mar.        |
| 24 ott      | 1-2         | Valencia-Maiorca                  | 2-1           | 6 mar.        |
| 24 ott      | 3-0         | Getafe-Sporting Gijón             | 0-2           | 6 mar.        |
| 24 ott      | 1-1         | Almería-Hércules                  | 2-1           | 6 mar.        |
| 24 ott      | 3-0         | Osasuna-Malaga                    | 1-0           | 6 mar.        |
| 24 ott      | 2-1         | Espanyol-Levante                  | 0-1           | 6 mar.        |
| 24 ott      | 4-3         | Siviglia-Athletic Bilbao          | 0-2           | 6 mar.        |
| 24 ott      | 2-0         | Villarreal-Atlético Madrid        | 1-3           | 6 mar.        |
| 24 ott      | 3-0         | Real Sociedad-Deportivo La Coruña | 1-2           | 6 mar.        |

| andata (7ª) | andata (7ª) | 7ª giornata                    | ritorno (26ª) | ritorno (26ª) |
|             |             |                                |               |               |
| 17 ott.     | 2-0         | Atlético Madrid-Getafe         | 1-1           | 2 mar.        |
| 17 ott.     | 2-1         | Barcellona-Valencia            | 1-0           | 2 mar.        |
| 17 ott.     | 1-4         | Malaga-Real Madrid             | 0-7           | 2 mar.        |
| 17 ott.     | 1-0         | Racing Santander-Almería       | 1-1           | 2 mar.        |
| 17 ott.     | 0-0         | Deportivo La Coruña-Osasuna    | 0-0           | 2 mar.        |
| 17 ott.     | 2-1         | Levante-Real Sociedad          | 1-1           | 2 mar.        |
| 17 ott.     | 0-1         | Maiorca-Espanyol               | 2-1           | 2 mar.        |
| 17 ott.     | 2-1         | Athletic Bilbao-Real Saragozza | 1-2           | 2 mar.        |
| 17 ott.     | 2-0         | Sporting Gijón-Siviglia        | 0-3           | 2 mar.        |
| 17 ott.     | 2-2         | Hércules-Villarreal            | 0-1           | 2 mar.        |

| andata (8ª) | andata (8ª) | 8ª giornata                       | ritorno (27ª) | ritorno (27ª) |
|             |             |                                   |               |               |
| 24 ott      | 0-2         | Real Saragozza-Barcellona         | 0-1           | 6 mar.        |
| 24 ott      | 6-1         | Real Madrid-Racing Santander      | 3-1           | 6 mar.        |
| 24 ott      | 1-2         | Valencia-Maiorca                  | 2-1           | 6 mar.        |
| 24 ott      | 3-0         | Getafe-Sporting Gijón             | 0-2           | 6 mar.        |
| 24 ott      | 1-1         | Almería-Hércules                  | 2-1           | 6 mar.        |
| 24 ott      | 3-0         | Osasuna-Malaga                    | 1-0           | 6 mar.        |
| 24 ott      | 2-1         | Espanyol-Levante                  | 0-1           | 6 mar.        |
| 24 ott      | 4-3         | Siviglia-Athletic Bilbao          | 0-2           | 6 mar.        |
| 24 ott      | 2-0         | Villarreal-Atlético Madrid        | 1-3           | 6 mar.        |
| 24 ott      | 3-0         | Real Sociedad-Deportivo La Coruña | 1-2           | 6 mar.        |

| andata (9ª) | andata (9ª) | 9ª giornata                  | ritorno (28ª) | ritorno (28ª) |
|             |             |                              |               |               |
| 31 ott.     | 1-1         | Valencia-Real Saragozza      | 0-4           | 13 mar.       |
| 31 ott.     | 1-3         | Hércules-Real Madrid         | 0-2           | 13 mar.       |
| 31 ott.     | 5-0         | Barcellona-Siviglia          | 1-1           | 13 mar.       |
| 31 ott.     | 1-1         | Sporting Gijón-Villarreal    | 1-1           | 13 mar.       |
| 31 ott.     | 4-1         | Santander-Osasuna            | 1-3           | 13 mar.       |
| 31 ott.     | 1-2         | Malaga-Real Sociedad         | 2-0           | 13 mar.       |
| 31 ott.     | 3-0         | Deportivo La Coruña-Espanyol | 0-2           | 13 mar.       |
| 31 ott.     | 1-1         | Atlético Madrid-Almería      | 2-2           | 13 mar.       |
| 31 ott.     | 3-0         | Athletic Bilbao-Getafe       | 2-2           | 13 mar.       |
| 31 ott.     | 2-1         | Maiorca-Levante              | 1-1           | 13 mar.       |

| andata (10ª) | andata (10ª) | 10ª giornata                | ritorno (29ª) | ritorno (29ª) |
|              |              |                             |               |               |
| 7 nov.       | 1-0          | Real Sociedad-Santander     | 1-2           | 20 mar.       |
| 7 nov.       | 1-0          | Espanyol-Malaga             | 0-2           | 20 mar.       |
| 7 nov.       | 3-2          | Real Saragozza-Maiorca      | 0-1           | 20 mar.       |
| 7 nov.       | 4-1          | Villarreal-Athletic Bilbao  | 1-0           | 20 mar.       |
| 7 nov.       | 1-1          | Almería-Sporting Gijón      | 0-1           | 20 mar.       |
| 7 nov.       | 3-0          | Osasuna-Hércules            | 4-0           | 20 mar.       |
| 7 nov.       | 1-2          | Levante-Deportivo La Coruña | 1-0           | 20 mar.       |
| 7 nov.       | 1-3          | Getafe-Barcellona           | 1-2           | 20 mar.       |
| 7 nov.       | 2-0          | Real Madrid-Atl Madrid      | 2-1           | 20 mar.       |
| 7 nov.       | 2-0          | Siviglia-Valencia           | 1-0           | 20 mar.       |

| andata (9ª) | andata (9ª) | 9ª giornata                  | ritorno (28ª) | ritorno (28ª) |
|             |             |                              |               |               |
| 31 ott.     | 1-1         | Valencia-Real Saragozza      | 0-4           | 13 mar.       |
| 31 ott.     | 1-3         | Hércules-Real Madrid         | 0-2           | 13 mar.       |
| 31 ott.     | 5-0         | Barcellona-Siviglia          | 1-1           | 13 mar.       |
| 31 ott.     | 1-1         | Sporting Gijón-Villarreal    | 1-1           | 13 mar.       |
| 31 ott.     | 4-1         | Santander-Osasuna            | 1-3           | 13 mar.       |
| 31 ott.     | 1-2         | Malaga-Real Sociedad         | 2-0           | 13 mar.       |
| 31 ott.     | 3-0         | Deportivo La Coruña-Espanyol | 0-2           | 13 mar.       |
| 31 ott.     | 1-1         | Atlético Madrid-Almería      | 2-2           | 13 mar.       |
| 31 ott.     | 3-0         | Athletic Bilbao-Getafe       | 2-2           | 13 mar.       |
| 31 ott.     | 2-1         | Maiorca-Levante              | 1-1           | 13 mar.       |

| andata (10ª) | andata (10ª) | 10ª giornata                | ritorno (29ª) | ritorno (29ª) |
|              |              |                             |               |               |
| 7 nov.       | 1-0          | Real Sociedad-Santander     | 1-2           | 20 mar.       |
| 7 nov.       | 1-0          | Espanyol-Malaga             | 0-2           | 20 mar.       |
| 7 nov.       | 3-2          | Real Saragozza-Maiorca      | 0-1           | 20 mar.       |
| 7 nov.       | 4-1          | Villarreal-Athletic Bilbao  | 1-0           | 20 mar.       |
| 7 nov.       | 1-1          | Almería-Sporting Gijón      | 0-1           | 20 mar.       |
| 7 nov.       | 3-0          | Osasuna-Hércules            | 4-0           | 20 mar.       |
| 7 nov.       | 1-2          | Levante-Deportivo La Coruña | 1-0           | 20 mar.       |
| 7 nov.       | 1-3          | Getafe-Barcellona           | 1-2           | 20 mar.       |
| 7 nov.       | 2-0          | Real Madrid-Atl Madrid      | 2-1           | 20 mar.       |
| 7 nov.       | 2-0          | Siviglia-Valencia           | 1-0           | 20 mar.       |

| andata (11ª) | andata (11ª) | 11ª giornata                | ritorno (30ª) | ritorno (30ª) |
|              |              |                             |               |               |
| 14 nov.      | 1-0          | Athletic Bilbao-Almería     | 3-1           | 3 apr.        |
| 14 nov.      | 3-0          | Atlético Madrid-Osasuna     | 3-2           | 3 apr.        |
| 14 nov.      | 3-1          | Barcellona-Villarreal       | 1-0           | 3 apr.        |
| 14 nov.      | 1-2          | Real Saragozza-Siviglia     | 1-3           | 3 apr.        |
| 14 nov.      | 2-1          | Hércules-Real Sociedad      | 3-1           | 3 apr.        |
| 14 nov.      | 0-0          | Racing Santander-Espanyol   | 2-1           | 3 apr.        |
| 14 nov.      | 1-0          | Malaga-Levante              | 1-3           | 3 apr.        |
| 14 nov.      | 0-0          | Maiorca-Deportivo La Coruña | 1-2           | 3 apr.        |
| 14 nov.      | 0-1          | Sporting Gijón-Real Madrid  | 1-0           | 3 apr.        |
| 14 nov.      | 2-0          | Valencia-Getafe             | 4-2           | 3 apr.        |

| andata (12ª) | andata (12ª) | 12ª giornata               | ritorno (31ª) | ritorno (31ª) |
|              |              |                            |               |               |
| 21 nov.      | 1-1          | Villarreal-Valencia        | 0-5           | 10 apr.       |
| 21 nov.      | 0-8          | Almería-Barcellona         | 1-3           | 10 apr.       |
| 21 nov.      | 5-1          | Real Madrid-Ath Bilbao     | 3-0           | 10 apr.       |
| 21 nov.      | 1-0          | Osasuna-Sporting Gijón     | 0-1           | 10 apr.       |
| 21 nov.      | 3-0          | Espanyol-Hércules          | 0-0           | 10 apr.       |
| 21 nov.      | 3-1          | Levante-Racing Santander   | 1-1           | 10 apr.       |
| 21 nov.      | 3-0          | Deportivo La Coruña-Malaga | 0-0           | 10 apr.       |
| 21 nov.      | 1-2          | Siviglia-Maiorca           | 2-2           | 10 apr.       |
| 21 nov.      | 2-4          | Real Sociedad-Atl Madrid   | 0-3           | 10 apr.       |
| 21 nov.      | 1-1          | Getafe-Real Saragozza      | 1-2           | 10 apr.       |

| andata (11ª) | andata (11ª) | 11ª giornata                | ritorno (30ª) | ritorno (30ª) |
|              |              |                             |               |               |
| 14 nov.      | 1-0          | Athletic Bilbao-Almería     | 3-1           | 3 apr.        |
| 14 nov.      | 3-0          | Atlético Madrid-Osasuna     | 3-2           | 3 apr.        |
| 14 nov.      | 3-1          | Barcellona-Villarreal       | 1-0           | 3 apr.        |
| 14 nov.      | 1-2          | Real Saragozza-Siviglia     | 1-3           | 3 apr.        |
| 14 nov.      | 2-1          | Hércules-Real Sociedad      | 3-1           | 3 apr.        |
| 14 nov.      | 0-0          | Racing Santander-Espanyol   | 2-1           | 3 apr.        |
| 14 nov.      | 1-0          | Malaga-Levante              | 1-3           | 3 apr.        |
| 14 nov.      | 0-0          | Maiorca-Deportivo La Coruña | 1-2           | 3 apr.        |
| 14 nov.      | 0-1          | Sporting Gijón-Real Madrid  | 1-0           | 3 apr.        |
| 14 nov.      | 2-0          | Valencia-Getafe             | 4-2           | 3 apr.        |

| andata (12ª) | andata (12ª) | 12ª giornata               | ritorno (31ª) | ritorno (31ª) |
|              |              |                            |               |               |
| 21 nov.      | 1-1          | Villarreal-Valencia        | 0-5           | 10 apr.       |
| 21 nov.      | 0-8          | Almería-Barcellona         | 1-3           | 10 apr.       |
| 21 nov.      | 5-1          | Real Madrid-Ath Bilbao     | 3-0           | 10 apr.       |
| 21 nov.      | 1-0          | Osasuna-Sporting Gijón     | 0-1           | 10 apr.       |
| 21 nov.      | 3-0          | Espanyol-Hércules          | 0-0           | 10 apr.       |
| 21 nov.      | 3-1          | Levante-Racing Santander   | 1-1           | 10 apr.       |
| 21 nov.      | 3-0          | Deportivo La Coruña-Malaga | 0-0           | 10 apr.       |
| 21 nov.      | 1-2          | Siviglia-Maiorca           | 2-2           | 10 apr.       |
| 21 nov.      | 2-4          | Real Sociedad-Atl Madrid   | 0-3           | 10 apr.       |
| 21 nov.      | 1-1          | Getafe-Real Saragozza      | 1-2           | 10 apr.       |

| andata (13ª) | andata (13ª) | 13ª giornata                         | ritorno (32ª) | ritorno (32ª) |
|              |              |                                      |               |               |
| 28 nov.      | 0-3          | Real Saragozza-Villarreal            | 0-1           | 17 apr.       |
| 28 nov.      | 1-3          | Siviglia-Getafe                      | 0-1           | 17 apr.       |
| 28 nov.      | 2-3          | Atlético Madrid-Espanyol             | 2-2           | 17 apr.       |
| 28 nov.      | 1-3          | Sporting Gijón-Real Sociedad         | 1-2           | 17 apr.       |
| 28 nov.      | 3-1          | Hércules-Levante                     | 1-2           | 17 apr.       |
| 28 nov.      | 1-0          | Racing Santander-Deportivo La Coruña | 0-2           | 17 apr.       |
| 28 nov.      | 2-0          | Maiorca-Malaga                       | 0-3           | 17 apr.       |
| 28 nov.      | 1-0          | Athletic Bilbao-Osasuna              | 2-1           | 17 apr.       |
| 28 nov.      | 2-1          | Valencia-Almería                     | 3-0           | 17 apr.       |
| 28 nov.      | 5-0          | Barcellona-Real Madrid               | 1-1           | 17 apr.       |

| andata (14ª) | andata (14ª) | 14ª giornata                  | ritorno (33ª) | ritorno (33ª) |
|              |              |                               |               |               |
| 5 dic.       | 2-0          | Levante-Atlético Madrid       | 1-4           | 24 apr.       |
| 5 dic.       | 0-3          | Osasuna-Barcellona            | 0-2           | 24 apr.       |
| 5 dic.       | 2-0          | Real Madrid-Valencia          | 6-3           | 24 apr.       |
| 5 dic.       | 3-0          | Getafe-Maiorca                | 0-2           | 24 apr.       |
| 5 dic.       | 1-1          | Almería-Real Saragozza        | 1-1           | 24 apr.       |
| 5 dic.       | 1-0          | Espanyol-Sporting Gijón       | 0-1           | 24 apr.       |
| 5 dic.       | 4-1          | Malaga-Racing Santander       | 2-1           | 24 apr.       |
| 5 dic.       | 1-0          | Villarreal-Siviglia           | 2-3           | 24 apr.       |
| 5 dic.       | 2-0          | Real Sociedad-Athletic Bilbao | 1-2           | 24 apr.       |
| 5 dic.       | 1-0          | Deportivo La Coruña-Hércules  | 0-1           | 24 apr.       |

| andata (13ª) | andata (13ª) | 13ª giornata                         | ritorno (32ª) | ritorno (32ª) |
|              |              |                                      |               |               |
| 28 nov.      | 0-3          | Real Saragozza-Villarreal            | 0-1           | 17 apr.       |
| 28 nov.      | 1-3          | Siviglia-Getafe                      | 0-1           | 17 apr.       |
| 28 nov.      | 2-3          | Atlético Madrid-Espanyol             | 2-2           | 17 apr.       |
| 28 nov.      | 1-3          | Sporting Gijón-Real Sociedad         | 1-2           | 17 apr.       |
| 28 nov.      | 3-1          | Hércules-Levante                     | 1-2           | 17 apr.       |
| 28 nov.      | 1-0          | Racing Santander-Deportivo La Coruña | 0-2           | 17 apr.       |
| 28 nov.      | 2-0          | Maiorca-Malaga                       | 0-3           | 17 apr.       |
| 28 nov.      | 1-0          | Athletic Bilbao-Osasuna              | 2-1           | 17 apr.       |
| 28 nov.      | 2-1          | Valencia-Almería                     | 3-0           | 17 apr.       |
| 28 nov.      | 5-0          | Barcellona-Real Madrid               | 1-1           | 17 apr.       |

| andata (14ª) | andata (14ª) | 14ª giornata                  | ritorno (33ª) | ritorno (33ª) |
|              |              |                               |               |               |
| 5 dic.       | 2-0          | Levante-Atlético Madrid       | 1-4           | 24 apr.       |
| 5 dic.       | 0-3          | Osasuna-Barcellona            | 0-2           | 24 apr.       |
| 5 dic.       | 2-0          | Real Madrid-Valencia          | 6-3           | 24 apr.       |
| 5 dic.       | 3-0          | Getafe-Maiorca                | 0-2           | 24 apr.       |
| 5 dic.       | 1-1          | Almería-Real Saragozza        | 1-1           | 24 apr.       |
| 5 dic.       | 1-0          | Espanyol-Sporting Gijón       | 0-1           | 24 apr.       |
| 5 dic.       | 4-1          | Malaga-Racing Santander       | 2-1           | 24 apr.       |
| 5 dic.       | 1-0          | Villarreal-Siviglia           | 2-3           | 24 apr.       |
| 5 dic.       | 2-0          | Real Sociedad-Athletic Bilbao | 1-2           | 24 apr.       |
| 5 dic.       | 1-0          | Deportivo La Coruña-Hércules  | 0-1           | 24 apr.       |

| andata (15ª) | andata (15ª) | 15ª giornata                        | ritorno (34ª) | ritorno (34ª) |
|              |              |                                     |               |               |
| 12 dic.      | 1-0          | Getafe-Villarreal                   | 1-2           | 1º mag.       |
| 12 dic.      | 1-3          | Siviglia-Almería                    | 1-0           | 1º mag.       |
| 12 dic.      | 2-0          | Atlético Madrid-Deportivo La Coruña | 1-0           | 1º mag.       |
| 12 dic.      | 1-1          | Sporting Gijón-Levante              | 0-0           | 1º mag.       |
| 12 dic.      | 4-1          | Hércules-Malaga                     | 1-3           | 1º mag.       |
| 12 dic.      | 0-1          | Maiorca-Racing Santander            | 0-2           | 1º mag.       |
| 12 dic.      | 2-1          | Athletic Bilbao-Espanyol            | 1-2           | 1º mag.       |
| 12 dic.      | 1-3          | Real Saragozza-Real Madrid          | 3-2           | 1º mag.       |
| 12 dic.      | 5-0          | Barcellona-Real Sociedad            | 1-2           | 1º mag.       |
| 12 dic.      | 3-3          | Valencia-Osasuna                    | 0-1           | 1º mag.       |

| andata (16ª) | andata (16ª) | 16ª giornata                       | ritorno (35ª) | ritorno (35ª) |
|              |              |                                    |               |               |
| 19 dic.      | 3-1          | Villarreal-Maiorca                 | 0-0           | 8 mag.        |
| 19 dic.      | 1-2          | Levante-Athletic Bilbao            | 2-3           | 8 mag.        |
| 19 dic.      | 1-1          | Deportivo La Coruña-Sporting Gijón | 2-2           | 8 mag.        |
| 19 dic.      | 1-5          | Espanyol-Barcellona                | 0-2           | 8 mag.        |
| 19 dic.      | 1-2          | Real Sociedad-Valencia             | 0-3           | 8 mag.        |
| 19 dic.      | 2-3          | Almería-Getafe                     | 0-2           | 8 mag.        |
| 19 dic.      | 0-0          | Osasuna-Real Saragozza             | 3-1           | 8 mag.        |
| 19 dic.      | 0-3          | Malaga-Atlético Madrid             | 3-0           | 8 mag.        |
| 19 dic.      | 1-0          | Real Madrid-Siviglia               | 6-2           | 8 mag.        |
| 19 dic.      | 0-0          | Racing Santander-Hércules          | 3-2           | 8 mag.        |

| andata (15ª) | andata (15ª) | 15ª giornata                        | ritorno (34ª) | ritorno (34ª) |
|              |              |                                     |               |               |
| 12 dic.      | 1-0          | Getafe-Villarreal                   | 1-2           | 1º mag.       |
| 12 dic.      | 1-3          | Siviglia-Almería                    | 1-0           | 1º mag.       |
| 12 dic.      | 2-0          | Atlético Madrid-Deportivo La Coruña | 1-0           | 1º mag.       |
| 12 dic.      | 1-1          | Sporting Gijón-Levante              | 0-0           | 1º mag.       |
| 12 dic.      | 4-1          | Hércules-Malaga                     | 1-3           | 1º mag.       |
| 12 dic.      | 0-1          | Maiorca-Racing Santander            | 0-2           | 1º mag.       |
| 12 dic.      | 2-1          | Athletic Bilbao-Espanyol            | 1-2           | 1º mag.       |
| 12 dic.      | 1-3          | Real Saragozza-Real Madrid          | 3-2           | 1º mag.       |
| 12 dic.      | 5-0          | Barcellona-Real Sociedad            | 1-2           | 1º mag.       |
| 12 dic.      | 3-3          | Valencia-Osasuna                    | 0-1           | 1º mag.       |

| andata (16ª) | andata (16ª) | 16ª giornata                       | ritorno (35ª) | ritorno (35ª) |
|              |              |                                    |               |               |
| 19 dic.      | 3-1          | Villarreal-Maiorca                 | 0-0           | 8 mag.        |
| 19 dic.      | 1-2          | Levante-Athletic Bilbao            | 2-3           | 8 mag.        |
| 19 dic.      | 1-1          | Deportivo La Coruña-Sporting Gijón | 2-2           | 8 mag.        |
| 19 dic.      | 1-5          | Espanyol-Barcellona                | 0-2           | 8 mag.        |
| 19 dic.      | 1-2          | Real Sociedad-Valencia             | 0-3           | 8 mag.        |
| 19 dic.      | 2-3          | Almería-Getafe                     | 0-2           | 8 mag.        |
| 19 dic.      | 0-0          | Osasuna-Real Saragozza             | 3-1           | 8 mag.        |
| 19 dic.      | 0-3          | Malaga-Atlético Madrid             | 3-0           | 8 mag.        |
| 19 dic.      | 1-0          | Real Madrid-Siviglia               | 6-2           | 8 mag.        |
| 19 dic.      | 0-0          | Racing Santander-Hércules          | 3-2           | 8 mag.        |

| andata (17ª) | andata (17ª) | 17ª giornata                        | ritorno (36ª) | ritorno (36ª) |
|              |              |                                     |               |               |
| 2 gen.       | 1-2          | Athletic Bilbao-Deportivo La Coruña | 1-2           | 11 mag.       |
| 2 gen.       | 2-1          | Barcellona-Levante                  | 1-1           | 11 mag.       |
| 2 gen.       | 1-2          | Sporting Gijón-Malaga               | 0-2           | 11 mag.       |
| 2 gen.       | 1-0          | Siviglia-Osasuna                    | 2-3           | 11 mag.       |
| 2 gen.       | 2-1          | Valencia-Espanyol                   | 2-2           | 11 mag.       |
| 2 gen.       | 2-0          | Villarreal-Almería                  | 0-0           | 11 mag.       |
| 2 gen.       | 2-1          | Real Saragozza-Sociedad             | 1-2           | 11 mag.       |
| 2 gen.       | 0-0          | Atlético Madrid-Racing Santander    | 1-2           | 11 mag.       |
| 2 gen.       | 3-0          | Maiorca-Hércules                    | 2-2           | 11 mag.       |
| 2 gen.       | 2-3          | Getafe-Real Madrid                  | 0-4           | 11 mag.       |

| andata (18ª) | andata (18ª) | 18ª giornata                    | ritorno (37ª) | ritorno (37ª) |
|              |              |                                 |               |               |
| 9 gen.       | 1-1          | Malaga-Athletic Bilbao          | 1-1           | 15 mag.       |
| 9 gen.       | 2-3          | Real Sociedad-Siviglia          | 1-3           | 15 mag.       |
| 9 gen.       | 0-4          | Deportivo La Coruña-Barcellona  | 0-0           | 15 mag.       |
| 9 gen.       | 4-1          | Maiorca-Almería                 | 1-3           | 15 mag.       |
| 9 gen.       | 0-0          | Osasuna-Getafe                  | 0-2           | 15 mag.       |
| 9 gen.       | 4-0          | Espanyol-Real Saragozza         | 0-1           | 15 mag.       |
| 9 gen.       | 1-1          | Racing Santander-Sporting Gijón | 1-2           | 15 mag.       |
| 9 gen.       | 4-2          | Real Madrid-Villarreal          | 3-1           | 15 mag.       |
| 9 gen.       | 0-1          | Levante-Valencia                | 0-0           | 15 mag.       |
| 9 gen.       | 4-1          | Hércules-Atlético Madrid        | 1-2           | 15 mag.       |

| andata (17ª) | andata (17ª) | 17ª giornata                        | ritorno (36ª) | ritorno (36ª) |
|              |              |                                     |               |               |
| 2 gen.       | 1-2          | Athletic Bilbao-Deportivo La Coruña | 1-2           | 11 mag.       |
| 2 gen.       | 2-1          | Barcellona-Levante                  | 1-1           | 11 mag.       |
| 2 gen.       | 1-2          | Sporting Gijón-Malaga               | 0-2           | 11 mag.       |
| 2 gen.       | 1-0          | Siviglia-Osasuna                    | 2-3           | 11 mag.       |
| 2 gen.       | 2-1          | Valencia-Espanyol                   | 2-2           | 11 mag.       |
| 2 gen.       | 2-0          | Villarreal-Almería                  | 0-0           | 11 mag.       |
| 2 gen.       | 2-1          | Real Saragozza-Sociedad             | 1-2           | 11 mag.       |
| 2 gen.       | 0-0          | Atlético Madrid-Racing Santander    | 1-2           | 11 mag.       |
| 2 gen.       | 3-0          | Maiorca-Hércules                    | 2-2           | 11 mag.       |
| 2 gen.       | 2-3          | Getafe-Real Madrid                  | 0-4           | 11 mag.       |

| andata (18ª) | andata (18ª) | 18ª giornata                    | ritorno (37ª) | ritorno (37ª) |
|              |              |                                 |               |               |
| 9 gen.       | 1-1          | Malaga-Athletic Bilbao          | 1-1           | 15 mag.       |
| 9 gen.       | 2-3          | Real Sociedad-Siviglia          | 1-3           | 15 mag.       |
| 9 gen.       | 0-4          | Deportivo La Coruña-Barcellona  | 0-0           | 15 mag.       |
| 9 gen.       | 4-1          | Maiorca-Almería                 | 1-3           | 15 mag.       |
| 9 gen.       | 0-0          | Osasuna-Getafe                  | 0-2           | 15 mag.       |
| 9 gen.       | 4-0          | Espanyol-Real Saragozza         | 0-1           | 15 mag.       |
| 9 gen.       | 1-1          | Racing Santander-Sporting Gijón | 1-2           | 15 mag.       |
| 9 gen.       | 4-2          | Real Madrid-Villarreal          | 3-1           | 15 mag.       |
| 9 gen.       | 0-1          | Levante-Valencia                | 0-0           | 15 mag.       |
| 9 gen.       | 4-1          | Hércules-Atlético Madrid        | 1-2           | 15 mag.       |

| \| andata (19ª) \| andata (19ª) \| 19ª giornata \| ritorno (38ª) \| ritorno (38ª) \| \| \| \| \| \| \| \| 16 gen \| 4-2 \| Villarreal-Osasuna \| 0-1 \| 22 mag. \| \| 16 gen \| 0-4 \| Getafe-Real Sociedad \| 1-1 \| 22 mag. \| \| 16 gen \| 1-0 \| Real Saragozza-Levante \| 2-1 \| 22 mag. \| \| 16 gen \| 2-0 \| Sporting Gijón-Hércules \| 0-0 \| 22 mag. \| \| 16 gen \| 2-1 \| Athletic Bilbao-Racing Santander \| 2-1 \| 22 mag. \| \| 16 gen \| 1-2 \| Siviglia-Espanyol \| 3-2 \| 22 mag. \| \| 16 gen \| 2-0 \| Valencia-Deportivo La Coruña \| 2-0 \| 22 mag. \| \| 16 gen \| 1-1 \| Almería-Real Madrid \| 1-8 \| 22 mag. \| \| 16 gen \| 4-1 \| Barcellona-Malaga \| 3-1 \| 22 mag. \| \| 16 gen \| 3-0 \| Atlético Madrid-Maiorca \| 4-3 \| 22 mag. \| |              |                                  |               |               |
| andata (19ª) | andata (19ª) | 19ª giornata                     | ritorno (38ª) | ritorno (38ª) |
| |              |                                  |               |               |
| 16 gen | 4-2          | Villarreal-Osasuna               | 0-1           | 22 mag.       |
| 16 gen | 0-4          | Getafe-Real Sociedad             | 1-1           | 22 mag.       |
| 16 gen | 1-0          | Real Saragozza-Levante           | 2-1           | 22 mag.       |
| 16 gen | 2-0          | Sporting Gijón-Hércules          | 0-0           | 22 mag.       |
| 16 gen | 2-1          | Athletic Bilbao-Racing Santander | 2-1           | 22 mag.       |
| 16 gen | 1-2          | Siviglia-Espanyol                | 3-2           | 22 mag.       |
| 16 gen | 2-0          | Valencia-Deportivo La Coruña     | 2-0           | 22 mag.       |
| 16 gen | 1-1          | Almería-Real Madrid              | 1-8           | 22 mag.       |
| 16 gen | 4-1          | Barcellona-Malaga                | 3-1           | 22 mag.       |
| 16 gen | 3-0          | Atlético Madrid-Maiorca          | 4-3           | 22 mag.       |

| andata (19ª) | andata (19ª) | 19ª giornata                     | ritorno (38ª) | ritorno (38ª) |
|              |              |                                  |               |               |
| 16 gen       | 4-2          | Villarreal-Osasuna               | 0-1           | 22 mag.       |
| 16 gen       | 0-4          | Getafe-Real Sociedad             | 1-1           | 22 mag.       |
| 16 gen       | 1-0          | Real Saragozza-Levante           | 2-1           | 22 mag.       |
| 16 gen       | 2-0          | Sporting Gijón-Hércules          | 0-0           | 22 mag.       |
| 16 gen       | 2-1          | Athletic Bilbao-Racing Santander | 2-1           | 22 mag.       |
| 16 gen       | 1-2          | Siviglia-Espanyol                | 3-2           | 22 mag.       |
| 16 gen       | 2-0          | Valencia-Deportivo La Coruña     | 2-0           | 22 mag.       |
| 16 gen       | 1-1          | Almería-Real Madrid              | 1-8           | 22 mag.       |
| 16 gen       | 4-1          | Barcellona-Malaga                | 3-1           | 22 mag.       |
| 16 gen       | 3-0          | Atlético Madrid-Maiorca          | 4-3           | 22 mag.       |

## Statistiche

### Squadre

#### Capoliste solitarie
|    | —— | ——  | —— | ——       | ——       | ——          | ——          | ——          | ——          | ——          | ——          | ——         | ——         | ——         | ——         | ——         | ——         | ——         | ——         | ——         | ——         | ——         | ——         | ——         | ——         | ——         | ——         | ——         | ——         | ——         | ——         | ——         | ——         | ——         | ——         | ——         | ——         | —— |  |
|    |    | Val |    | Valencia | Valencia | Real Madrid | Real Madrid | Real Madrid | Real Madrid | Real Madrid | Real Madrid | Barcellona | Barcellona | Barcellona | Barcellona | Barcellona | Barcellona | Barcellona | Barcellona | Barcellona | Barcellona | Barcellona | Barcellona | Barcellona | Barcellona | Barcellona | Barcellona | Barcellona | Barcellona | Barcellona | Barcellona | Barcellona | Barcellona | Barcellona | Barcellona | Barcellona | Barcellona |    |  |
|    |    |     |    |          |          |             |             |             |             |             |             |            |            |            |            |            |            |            |            |            |            |            |            |            |            |            |            |            |            |            |            |            |            |            |            |            |            |    |  |
|    |    |     |    |          |          |             |             |             |             |             |             |            |            |            |            |            |            |            |            |            |            |            |            |            |            |            |            |            |            |            |            |            |            |            |            |            |            |    |  |
| 1ª | 2ª | 3ª  | 4ª | 5ª       | 6ª       | 7ª          | 8ª          | 9ª          | 10ª         | 11ª         | 12ª         | 13ª        | 14ª        | 15ª        | 16ª        | 17ª        | 18ª        | 19ª        | 20ª        | 21ª        | 22ª        | 23ª        | 24ª        | 25ª        | 26ª        | 27ª        | 28ª        | 29ª        | 30ª        | 31ª        | 32ª        | 33ª        | 34ª        | 35ª        | 36ª        | 37ª        | 38ª        |    |  |

#### Primati stagionali
Squadre
- Maggior numero di vittorie: Barcellona (30)
- Minor numero di sconfitte: Barcellona (2)
- Migliore attacco: Real Madrid (102 gol fatti)
- Miglior difesa: Barcellona (21 gol subiti)
- Miglior differenza reti: Barcellona (+74)
- Maggior numero di pareggi: Sporting Gijon (14)
- Minor numero di pareggi: Real Sociedad (3)
- Minor numero di vittorie: Almería (6)
- Maggior numero di sconfitte: Real Sociedad e Hércules (21)
- Peggiore attacco: Deportivo La Coruna (31 gol fatti)
- Peggior difesa: Almería (70 gol subiti)
- Peggior differenza reti: Almería (-34)
- Miglior serie positiva: Barcellona (30)
- Peggior serie negativa: Malaga (4)

Partite
- Più gol (9):

Valencia - Real Madrid 3-6 (33ª)
Real Madrid - Almería 8-1 (38ª)
- Maggiore scarto di gol: Almería - Barcellona 0-8 (12ª)
- Maggior numero di reti in una giornata: 38 gol nella 12ª giornata

### Individuali

#### Classifica marcatori
Fonte:
| Gol | Rigori |  | Giocatore         | Squadra         |
| --- | ------ |  | ----------------- | --------------- |
| 40  | 8      |  | Cristiano Ronaldo | Real Madrid     |
| 31  | 4      |  | Lionel Messi      | Barcellona      |
| 20  | 1      |  | Sergio Agüero     | Atlético Madrid |
| 20  | 4      |  | Álvaro Negredo    | Siviglia        |
| 18  |        |  | Fernando Llorente | Athletic Bilbao |
| 18  |        |  | David Villa       | Barcellona      |
| 18  | 1      |  | Roberto Soldado   | Valencia        |
| 18  | 4      |  | Giuseppe Rossi    | Villarreal      |
| 15  |        |  | Karim Benzema     | Real Madrid     |
| 14  |        |  | Salomón Rondón    | Malaga          |
| 13  |        |  | Pedro             | Barcellona      |
| 13  | 1      |  | Felipe Caicedo    | Levante         |
| 13  | 2      |  | Daniel Osvaldo    | Espanyol        |
| 12  | 2      |  | David Trezeguet   | Hércules        |
| 12  | 3      |  | Frédéric Kanouté  | Siviglia        |